# Союз театральных деятелей Республики Башкортостан
Союз театральных деятелей Республики Башкортостан —  творческая общественная организация, объединяющая работников театров Республики Башкортостан.
Союз театральных деятелей Республики Башкортостан (СТД РБ) является центром профессиональной, правовой, социально-бытовой взаимопомощи своим членам. Работа Союза происходит на основе творческой, организационной и хозяйственной самостоятельности и самоуправления.
Адрес организации: г. Уфа, ул Пушкина, д. 94.

## История
Союз театральных деятелей РБ учрежден в 1986 году во исполнение постановлений 15-го съезда Всероссийского театрального общества. Является правопреемником Башкирского отделения ВТО, основанного в 1938 году (1-я учредительная конференция состоялась в 1940 году). Союз театральных деятелей РБ проводит творческую, организаторскую
работу, оказывает социальную помощь работникам театров, взаимодействует с  Центральным советом Всероссийского театрального общества, министерством культуры РБ.
Деятельность Союза театральных деятелей РБ финансируется за счет средств СТД РФ, средств, получаемых от сдачи в аренду помещений, членских взносов. Союз включает в себя секции актеров, режиссёров, театральных критиков.
Руководит союзом правление во главе с председателем. Союзу театральных деятелей принадлежит Уфимский Дом актера.
Ежегодно накануне празднования Дня театра и Дня смеха Союз театральных деятелей Республики Башкортостан проводит фестиваль театральных капустников «Веселая кулиса». СТД РБ является  учредителем театральной премии «Золотое перо Мельпомены».

## Председатели правления СТД РБ
- Г. С. Егназаров (1940—1945)
- И. К. Глушарин[1] (1946—1951)
- Т. С. Саттаров[2] (1951—1952)
- Б. А. Юсупова (1952—1961)
- 3.И. Бикбулатова[3] (1961—1984)
- 0.3. Ханов (1984-1999).
- А.А. Абушахманов (c 1999 г.)